# Dismyrsjön
Dismyrsjön är en sjö i Robertsfors kommun i Västerbotten och ingår i Dalkarlsåns huvudavrinningsområde. Sjön har en area på 0,0277 kvadratkilometer och ligger 9,3 meter över havet.

## Delavrinningsområde
Dismyrsjön ingår i det delavrinningsområde (712304-174369) som SMHI kallar för Mynnar i Dalkarlsån. Medelhöjden är 44 meter över havet och ytan är 61,03 kvadratkilometer. Räknas de 6 avrinningsområdena uppströms in blir den ackumulerade arean 81,55 kvadratkilometer. Storbäcken som avvattnar avrinningsområdet har biflödesordning 2, vilket innebär att vattnet flödar genom totalt 2 vattendrag innan det når havet efter 1,5 kilometer. Avrinningsområdet består mestadels av skog (67 procent) och jordbruk (13 procent). Avrinningsområdet har 0,03 kvadratkilometer vattenytor vilket ger det en sjöprocent på 0 procent. Bebyggelsen i området täcker en yta av 0,42 kvadratkilometer eller 1 procent av avrinningsområdet.